# 七日殺
《七日殺》是一款開放世界生存恐怖遊戲，為The Fun Pimps目前唯一開發出的遊戲，於2013年12月13日透過Steam以Microsoft Windows和OS X平台在全球發布， 而PlayStation 4和Xbox One版本則由訴說遊戲代為於2016年6月發布。

## 故事
故事發生在核子三戰後，該戰爭幾乎毀滅了整個人類文明，可居住的地方只餘下亞利桑那州納維茲加尼縣（Navezgane）等地，玩家是戰爭的倖存者，必須通過尋找避難所、食物和水來生存，同時也要收集物資以抵禦因原子塵而出現的喪屍。現在遊戲除了生存下來外沒有其他實質目標，開發人員暗示指將來會在更新中添加故事情節。

## 遊戲玩法
在遊戲一開始時，玩家的角色會在納維茲加尼縣隨機生成或於預設地點生成，目的為盡可能生存得越久越好，而隨著時間的推移，喪屍會變得更加強大和更具侵略性。玩家可以創建、破壞和操縱物件，但要注意的是必須有如樑柱或牆等支撐物才能建造建築物，否則該建築物可能會倒塌。遊戲基於體素，允許玩家在物理模擬環境內作簡單的物品建造或破壞。
遊戲的遊玩重點是讓玩家嘗試在夜裡生存，但遊戲的日夜循環制定喪屍在白天虛弱遲緩，在夜晚卻富侵略性和動作迅速。另外，玩家操控的人物需要經常進食和喝水，而正在使用的物品會隨著時間而耗損，所以玩家需要尋找或製造新的工具，同時玩家也可以建立自己的房子或者破壞現有的房屋以收集材料來建造堡壘以保護自己。除此之外，玩家也可以使用遊戲內有的潛行或誘導系統來避免與喪屍作不必要的衝突，但要注意的是手持生肉或有氣味的食物會吸引到喪屍的注意。《七日殺》的喪屍可以攀爬，挖土，摧毀牆壁和門，玩家可以通過直接動武或製造陷阱來保護自己的堡壘以達到生存的目的。

### 多人模式
多人模式可以在由其他玩家開創的伺服器裡遊玩，讓許多玩家在同一個世界上進行互動或交流，根據開創者的模式選擇（生存、創造），伺服器裡的玩家可以是互相合作或敵對。而單人模式則採用區域網路，玩家可以與連上自己網路的人遊玩，同時模式也支持廣域網路。《七日殺》的多人模式伺服器只能在Windows或Linux的系統上運行。

## 開發
截至2013年8月11日，《七日殺》的開發仍在進行，8月15日The Fun Pimps在Kickstarter上開設的籌款活動結束，1天後遊戲的Windows Alpha版開始給予於Kickstarter和PayPal預購的人。The Fun Pimps預計於2014年5月正式發行Windows PC版，而Mac和Linux版的發行日期為前者的稍後。在發行Alpha 1.1版本的2013年9月13日，Mac版本正式公開發售。《七日殺》也在Steam上得到認證，它在23天內獲得超過75,000票，8,340個追隨者和8,700次收藏，同時還曾經登上Steam Greenlight的第一名。

### Alpha版
《七日殺》的首個版本Alpha 1.0只給予於Kickstarter和PayPal預購的人。
第一個向公眾公開的Alpha 5.0版於2013年12月13日以搶先體驗的方式在Steam上市。
The Fun Pimps於2014年4月4日發布遊戲的Alpha 7.8版；於2014年4月8日，發布了Alpha 7.9；Alpha 7.10随后于2014年4月19日添加。
Alpha 8版於2014年5月7日發布，該版本更新了殭屍的動畫視覺效果和改正了地形錯誤。
3個月後的14日，The Fun Pimps發放添加了隨機生成的世界和新的光影效果的Alpha 9版。
2014年11月22日發布的Alpha 10版則增加了具有面部/身體變形和可見衣服的新角色創建系統，新的殭屍部落世界熱圖系統和新的健康系統等。
Alpha 11版於2015年4月2日發放，開發人員在該版本中將遊戲引擎更新至Unity 5，其中包括許多圖形上的改進，適用於槍支，武器，工具和裝甲的新質量範圍系統以及名為“ Feral”的新殭屍。
2015年7月3日，Alpha 12版向公眾公開，並添加了帶有迷你自行車的新車輛系統，首個氣象系統，新的聲音和物理系統，以及其他修復程序和附加功能。
Alpha 13于2015年12月10日发布，增加了温度生存元素，技能系统和重新设计的制作系统。游戏的难度有所增加，但仍然很受欢迎。
Alpha 14于2016年3月26日发布，具有进一步的改进和更多功能，修复了许多错误，并对性能和图形进行了一些优化。然后，Alpha 15于2016年10月5日发布，对随机生成的地图，交易者系统，新的难度缩放和其他更多功能进行了重大改进。在此Alpha中引入的UMA僵尸将在Alpha 16中删除。
2016年4月，訴說遊戲宣佈將推出《七日殺》的PlayStation 4和Xbox One版本，2個月後，該兩個版本正式公開發售。
2017年6月6日，发布了Alpha 16。此版本首次为游戏增加了电力，并引入了各种陷阱，包括电围栏和旋转刀片。在2018年11月19日，Alpha 17正式发布，其中添加了一个任务系统，新车和大量系统大修。2019年10月2日发布了Alpha 18，该版本优化并平衡了Alpha 17的更改，并为游戏增加了新内容（改进了随机世界一代，新的感染系统，武器和示意图，位置和POI，僵尸激怒模式）等等。）。
2020年6月27日，发布了Alpha 19，它为僵尸添加了新的战利品系统，新的武器和工具，糖果，新的重击系统，新的POI和新的纹理大修。
現時《七日殺》最新的版本為於2020年6月27日發放的Alpha 19版。
正式版
於2023年推出 版本號依舊延續使用先前命名方法A20 更新了大量的門例如電梯門 殭屍受攻擊後的斷支效果 商人家大更新 每個商人家空地皆有個直升機停機坪彩蛋 目前功能不明

## 反應
Metacritic根據16條點評給予PlayStation 4版的《七日殺》45/100的分數，而Xbox One版則為35/100分（17條點評），兩者皆屬「普遍不受歡迎」。
Destructoid的喬丹·德沃爾（Jordan Devore）只給予Xbox One版的《七日殺》3/10分，原因是「遊戲本身的路線已經走錯了，原本的想法可能會有些希望，但實際上它也是不合格的。遊戲帶來的威脅有時候是挺有趣的，但就是很少有。」IGN的利夫·強森（Leif Johnson）則給出比前者稍高的4.9/10分，他形容Xbox One版的《七日殺》是一款帶有些好概念的爛遊戲。

## 外部連結
- 官方网站